# Jake Weary
Jacob Weary (Trenton (New Jersey), 14 februari 1990) is een Amerikaans acteur, zanger, muzikant, muziekproducent en songwriter.

## Biografie
Weary werd geboren in Trenton (New Jersey) als zoon van actrice Kim Zimmer en acteur A.C. Weary in een gezin van drie kinderen. 

## Acteercarrière
Weary begon in 2004 met acteren in de televisieserie Law & Order: Special Victims Unit, waarna hij nog meerdere rollen speelde in televisieseries en films. Hij is vooral bekend van zijn rol als Luke Snyder in de televisieserie As the World Turns waar hij in 58 afleveringen speelde (2005), en van zijn rol als Kevin in de televisieserie Fred: The Show waar hij in 17 afleveringen speelde (2012). 

## Muziekcarrière
Weary is naast acteur ook actief als muzikant, hij zingt en produceert muziek in de elektronische muziek, hiphop en r&b sfeer. Vanaf zijn twaalfde jaar schrijft, produceert en neemt hij zijn eigen muziek op. Nu is hij als muzikant actief onder de naam Agendas. In 2011 bracht hij zijn eerste album uit, dit werd in 2012 gevolgd door een tweede album. 

## Filmografie

### Films
Uitgezonderd korte films.
- 2024 Trigger Warning - als Elvis
- 2024 Oh, Canada - als Stanley Reinhart
- 2023 Bleeding Love - als Kip
- 2022 How to Blow Up a Pipeline - als Dwayne
- 2022 Alone at Night - als Jake
- 2022 Measure of Revenge - als Curtis
- 2021 The Birthday Cake - als agent Pete
- 2021 The Ultimate Playlist of Noise - als Benjie
- 2020 Rushed - als Steven Croission
- 2019 It Chapter Two - als Webby
- 2019 Finding Steve McQueen - als Tommy Barber
- 2017 Smartass - als Mickey
- 2017 Tomato Red - als Sammy
- 2017 Finding Steve McQueen - als Tommy Barber
- 2016 Message from the King' - als Bill
- 2015 A Deadly Adoption - als Dwayne Tisdale
- 2014 It Follows - als Hugh / Jeff
- 2014 Zombeavers - als Tommy
- 2013 Escape from Polygamy - als Micah
- 2012 Camp Fred - als Kevin
- 2011 Fred 2: Night of the Living Fred - als Kevin
- 2010 Altitude - als Sal
- 2010 Fred: The Movie - als Kevin
- 2008 Assassination of a High School President - als school-assistent
- 2005 Testing Bob - als Harris

### Televisieseries
Uitgezonderd eenmalige gastrollen.
- 2025 The Walking Dead: Dead City - als Christos - 2 afl.
- 2016-2022 Animal Kingdom - als Deran Cody - 75 afl.
- 2014-2015 Pretty Little Liars - als Cyrus Petrillo - 4 afl.
- 2014 Chicago Fire - als Vince Keeler - 3 afl.
- 2012 Fred: The Show - als Kevin - 17 afl.
- 2005 As the World Turns - als Luke Snyder - 58 afl.

- Gemeinsame Normdatei: 1093624760
- International Standard Name Identifier: 0000 0001 0825 9787
- Library of Congress Control Number: no2010198211
- MusicBrainz: 5c7adea4-6534-4e69-97b8-e678377d38fa
- Virtual International Authority File: 160727311
- WorldCat: E39PBJrKXRFrMbhVKbQFyYdvpP